# Pierre Gaillard
Pour les articles homonymes, voir Gaillard.
Pierre Gaillard est un homme politique français né le 9 octobre 1788 à Talais (Gironde) et mort le 26 février 1847 à Talais.

## Biographie
Militaire de carrière, il quitte l'armée avec le grade de capitaine des grenadiers de la Garde. Conseiller général, il est député de la Gironde de 1831 à 1834, siégeant dans la majorité soutenant la Monarchie de Juillet. Il est juge de paix à Saint-Vivien-de-Médoc de 1836 à 1847.

## Sources
- « Pierre Gaillard », dans Adolphe Robert et Gaston Cougny, Dictionnaire des parlementaires français, Edgar Bourloton, 1889-1891 [détail de l’édition]